# ZAAZ

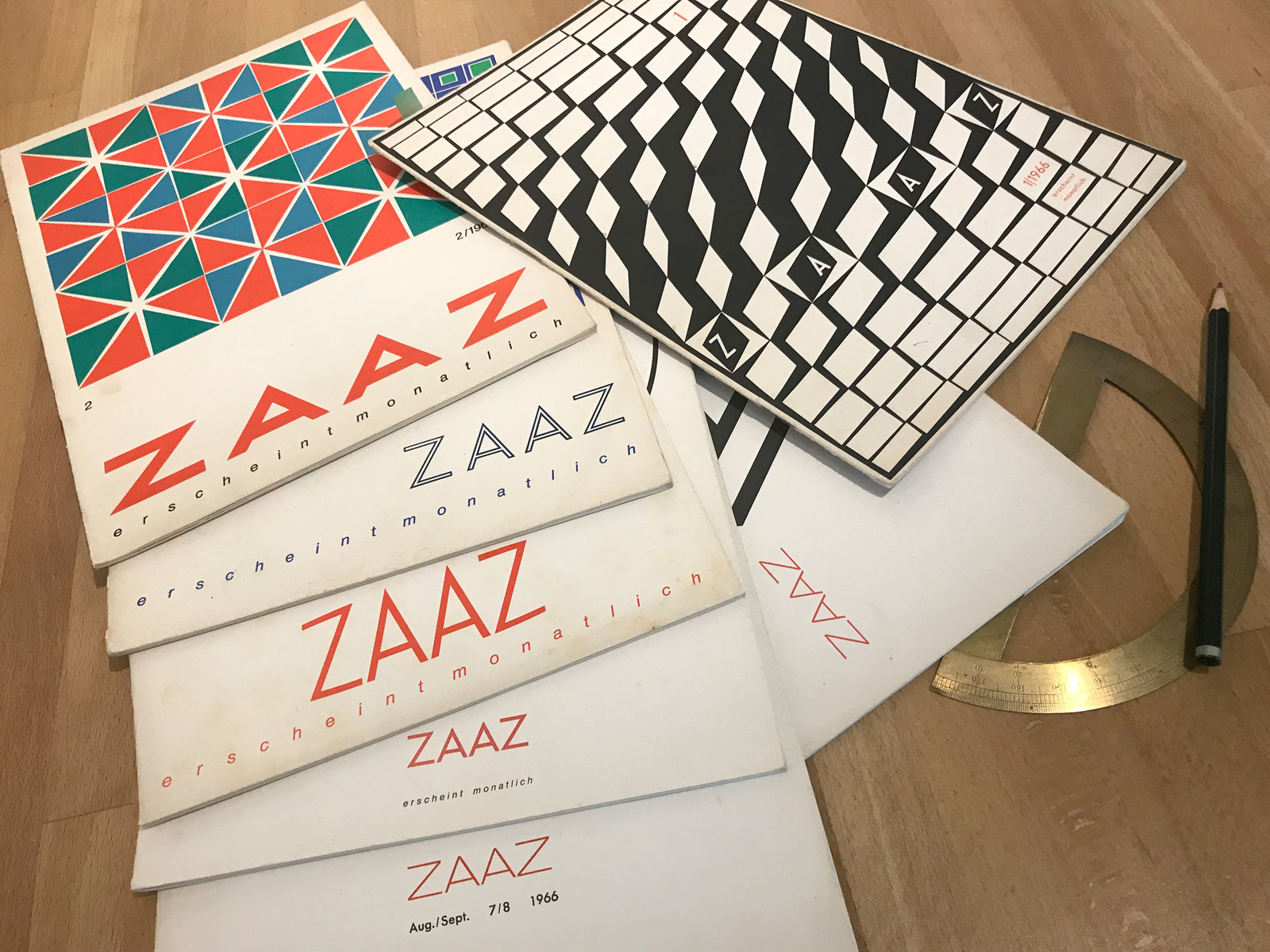
ZAAZ-Hefte, 1966, Berlin

ZAAZ war eine kunsttheoretische Zeitschrift der gleichnamigen Arbeitsgruppe Berliner Künstler, die sich in Theorie und Praxis mit konstruktivistischer Kunst befasste und von Januar bis August 1966 in sieben Ausgaben erschien.

## Zeitschrift ZAAZ
Die Zeitschrift war ein lebendiges Experimentierfeld der arbeitsgemeinschaft ZAAZ, die sich der konkret-konstruktivistischen Kunst verschrieben hatte und durch die Anwendung der Gesetze der Mathematik und der Logik alles Emotionale und Individuelle eliminieren wollten. Die Zeitschrift beschäftigte sich mit Reproduktionen von Bildern zur Visualisierung syntaktischer Strukturen, Typographie, Karikatur, Prosa und konkreter Poesie. Die einzelnen Ausgaben waren mit Schwarz-Weiß-Abbildungen versehen, die alle im Original eine Größe von 44 × 44 cm hatten.
Der Name der Zeitschrift klingt mit den beiden Anfangsbuchstaben und Endbuchstaben des Alphabets, als sei er synthetisch hergestellt, was er wohl auch ist: ZAAZ.
Die sieben Ausgaben der Zeitschrift ZAAZ erschienen von Januar bis August 1966 monatlich und wurden anfangs in einer Auflage von 1500, später von 500 Exemplaren gedruckt. Obwohl „ZAAZ“ von vielen Museen und Kupferstichkabinetten – auch international – abonniert wurde – in der richtigen Erkenntnis, dass hier ein neuer Weg der unmittelbaren Kunst-Publikation vorlag –, wurde die Zeitschrift aus Geldmangel bald wieder eingestellt.

## Arbeitsgemeinschaft ZAAZ
Herausgeber der Zeitschrift war die arbeitsgemeinschaft ZAAZ, eine Vereinigung konstruktivistischer Künstler, die 1966 aus den Mitgliedern Manfred Gräf, Adelheid Gräf, Joachim Ickrath, Gabriele Ickrath, Friedemann Rehm und Francoise Rehm in Berlin bestand. Sie gestalteten und finanzierten gemeinsam die Zeitschrift ZAAZ, die sich in Theorie und Praxis mit konstruktivistischer Kunst befasste. In jeder Ausgabe fanden sich Beiträge aller Mitarbeiter. Jede Ausgabe wurde gemeinschaftlich signiert und nicht – wie sonst üblich – jedes einzelne Werk.

## Rezeptionen
Heinz Ohff, 1966: „ZAAZ ist keine Zeitschrift, obwohl das Heft so aussieht, mit farbigem Umschlag, Titel und Rückenklammern. ZAAZ ist eher so etwas wie eine fortlaufend publizierte Ausstellung, wobei der Einzelkünstler zurücktritt. ……Für die geometrisch fundierte Graphik, die sie pflegen hat sich das Schlagwort „Op-Art“ eingebürgert, optische Kunst.“